# Карино Сатору
Карино Сатору (родился 9 июня 1979 года) — барабанщик и композитор в Visual Kei группе Nightmare, а также участником группы «Тhe LEGENDARY SIX NINE». Более известен под псевдонимом Рука (яп. ルカ／瑠樺).

## Биография
Рука начал проявлять интерес к музыке в седьмом классе (1 класс средней школы). Решив стать басистом, он приобрёл бас-гитару. В это время он увлекался музыкой таких групп как: Luna Sea, The blue hearts и BOOWY. Уже в девятом классе он создал свою собственную группу, под названием Luinspear, в которой по жребию ему выпало быть барабанщиком. После окончания средней школы, Рука начал серьёзно увлекаться игрой на барабанах, но так как практики в его группе ему не хватало, он решил временно поиграть в Nightmare, после того как группу покинул их основной барабанщик Zannin. Записав несколько демо-альбомов совместно с Nightmare, он решил остаться в группе для записи их первого альбома: Ultimate Circus, для которого он написал несколько песен, среди которых сингл «-Believe-» занявший #24 строчку в чарте Oricon. Впоследствии он решил остаться в группе, став полноправным её членом и одним из главных композиторов наравне с гитаристом Сакито.
Среди песен сочинённых Рукой немало синглов: «-Believe-», «Tokyo Shounen», «Cyan», «Яaven Loud Speeeaker», «the WORLD», «Konoha/Cloudy Dayz», «Lost in Blue», «Vermilion», «Sleeper», «Deus Ex Machina» и «Dizzy».
Так же в составе Nightmare записал 8 студийных альбомов.
|     | Дата выпуска | Название          | Примечания |
| 1-й | 25.12.2003   | Ultimate Circus   |            |
| 2-й | 21.12.2004   | Livid             |            |
| 3-й | 26.02.2006   | Anima             |            |
| 4-й | 28.02.2007   | The World Ruler   |            |
| 5-й | 21.05.2008   | Killer Show       |            |
| 6-й | 13.05.2009   | Majestical Parade |            |
| 7-й | 23.11.2011   | Nightmare         |            |
| 8-й | 30.01.2013   | Scums             |            |

## The LEGENDARY SIX NINE
После проведения 10-летия Nightmare Рука заявил о создании своего сольного проекта — The LEGENDARY SIX NINE. Он оставил запись в Твиттере, где по его словам, он хочет показать себя с тех сторон, с которых не может раскрыться в Nightmare. Для записи был приглашён вокалист группы Penicillin — HAKUEI, и уже 24 марта 2010 года вышел первый сингл под названием Cruel (рус. Жестокий), на одноимённую песню которого был снят клип.
В августе 2013 появилась информация о новом мини-альбоме под названием Belial (рус. дьявол), который вышел 16 октября 2013 года. В записи принимали участие: Вокал: Ёсси (THE KIDDIE), гитаристы: Кэй (baroque) и Синоби (ex-guys family), Басс: Сугия (Moi dix Mois), Барабаны: Рука (NIGHTMARE).
Дискография в составе The LEGENDARY SIX NINE.
1. Cruel
2. 砂の街 (Город песка)

1. BELIAL
2. six nine
3. N.I.S.D-the name is strange desir
4. 怪 (странный)
5. smile killer :)
6. memento
7. A.R.